# Haibach (Unterfranken)

Gemeindegebiet mit Gemarkungen und Gemeindeteilen von Haibach

Haibach (lokale Aussprache: [ha:wɪʃ]) ist eine Gemeinde im unterfränkischen Landkreis Aschaffenburg.

## Geographie

### Geographische Lage
Die Gemeinde liegt ostsüdöstlich von Aschaffenburg am westlichen Rand des Spessarts zwischen Aschaffenburg und dem Schloss Mespelbrunn. Der topographisch höchste Punkt der Gemeinde befindet sich am Meisberg mit 394 m ü. NHN (Lage), der niedrigste liegt am Haibach nordöstlich des Klinikums Aschaffenburg-Alzenau auf 186 m ü. NHN (Lage).

### Geologie
Es kommen in mehreren Höhenschichten unterschiedliche Gesteinsarten vor. In einem noch betriebenen und zwei stillgelegten Steinbrüchen gibt es sehr harten Diorit im Ortsteil Dörrmorsbach, weichen Rotsandstein Heigenbrücker Folge am Findberg und Gneise am Wendelberg. Haibach war bis ins 20. Jh. bekannt für seine quaderförmigen Natursteine, die sogenannten Haibacher Grauen oder Haibacher Blauen, die sich sehr gut für Sichtmauerwerk eigneten. Allerdings musste für jede Fuhre quaderförmiger Vorsatzsteine zwei Fuhren unregelmäßiger Steine in Kauf genommen werden.
Das Gebiet der Gemeinde Haibach besteht zu 22,4 % aus Wald, meist Mischwald und zu 32,2 % aus landwirtschaftlichen Flächen.

### Ausdehnung des Gemeindegebiets

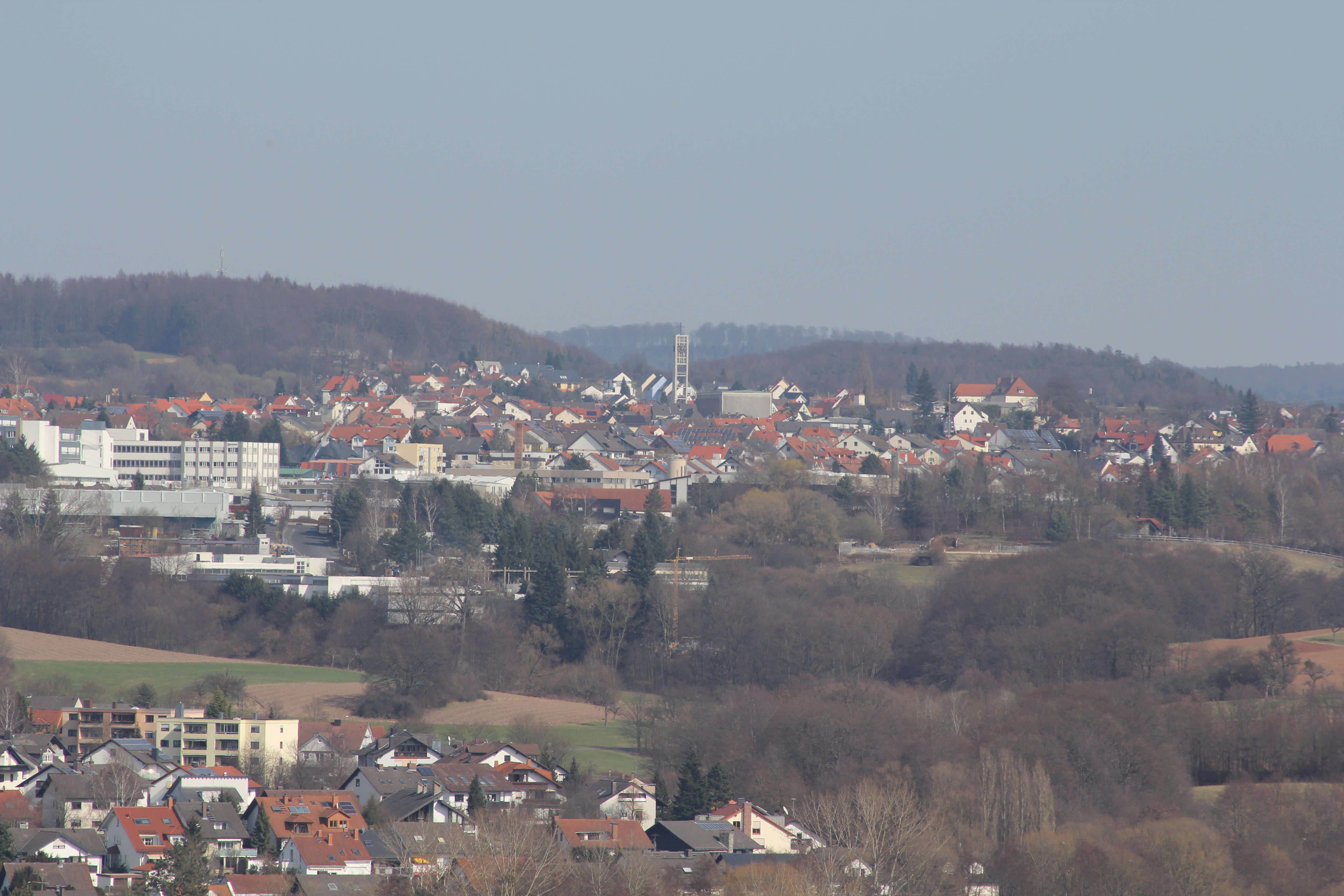
Fernsicht auf Haibach, vom Erbig aus

Das Gemeindegebiet teilt sich in „Dorf“, Neubaugebiet und Industriegebiet.
Das Dorf ist der größte Teil von Haibach und liegt im Norden. Dort sind vor allem ältere Reihenhäuser anzutreffen, die nicht höher als zwei Stockwerke sind. Im Ortszentrum befindet sich eine Kirche und Lebensmittelgeschäfte.
Auf einem Hügel befindet sich das Neubaugebiet von Haibach, das aus großen, einzeln stehenden Neubauten besteht.
Das Industriegebiet liegt an der Würzburger Straße/St 2312 (ehemalige B 8) im Süden von Haibach. Dort befinden sich die industriellen Teile von Haibach, wie die Adler Modemärkte GmbH.
Die Gemeindeteile Grünmorsbach und Dörrmorsbach sind im Süden von Haibach. Dörrmorsbach befindet sich am Fuße des Pfaffenbergs, dessen markante Bebauung in weiten Teilen des Spessarts zu sehen ist.

### Gemeindegliederung
Haibach hat vier Gemeindeteile (in Klammern ist der Siedlungstyp angegeben) auf drei Gemarkungen:
- Dörrmorsbach (Pfarrdorf)
- Haibach (Pfarrdorf)
  - Dörnhof (Einöde)
- Grünmorsbach (Pfarrdorf)

### Nachbargemeinden
|                     | Markt Hösbach                               |                     |
| Stadt Aschaffenburg | Kompassrose, die auf Nachbargemeinden zeigt | Gemeinde Bessenbach |
|                     | Stadt Aschaffenburg                         |                     |

### Klima
Das Klima ist ein gemäßigtes, warmes Klima („Bayerisch Nizza“). Haibach stellt eine Wetterscheide zwischen der Mainebene und dem Hochspessart dar.

## Name

### Etymologie
Der Name Haibach leitet sich von dem gleichnamigen Bach Haibach ab, welcher unter dem Namen Röderbach bei Goldbach der Aschaff zufließt und in Aschaffenburg die Seen in der Fasanerie und dem Schöntal speist.

### Frühere Schreibweisen
Frühere Schreibweisen des Ortes aus diversen historischen Karten und Urkunden:
- 1187 Hegebach
- 1248 Heibach
- 1294 Heippach
- 1819 Haibach

## Geschichte

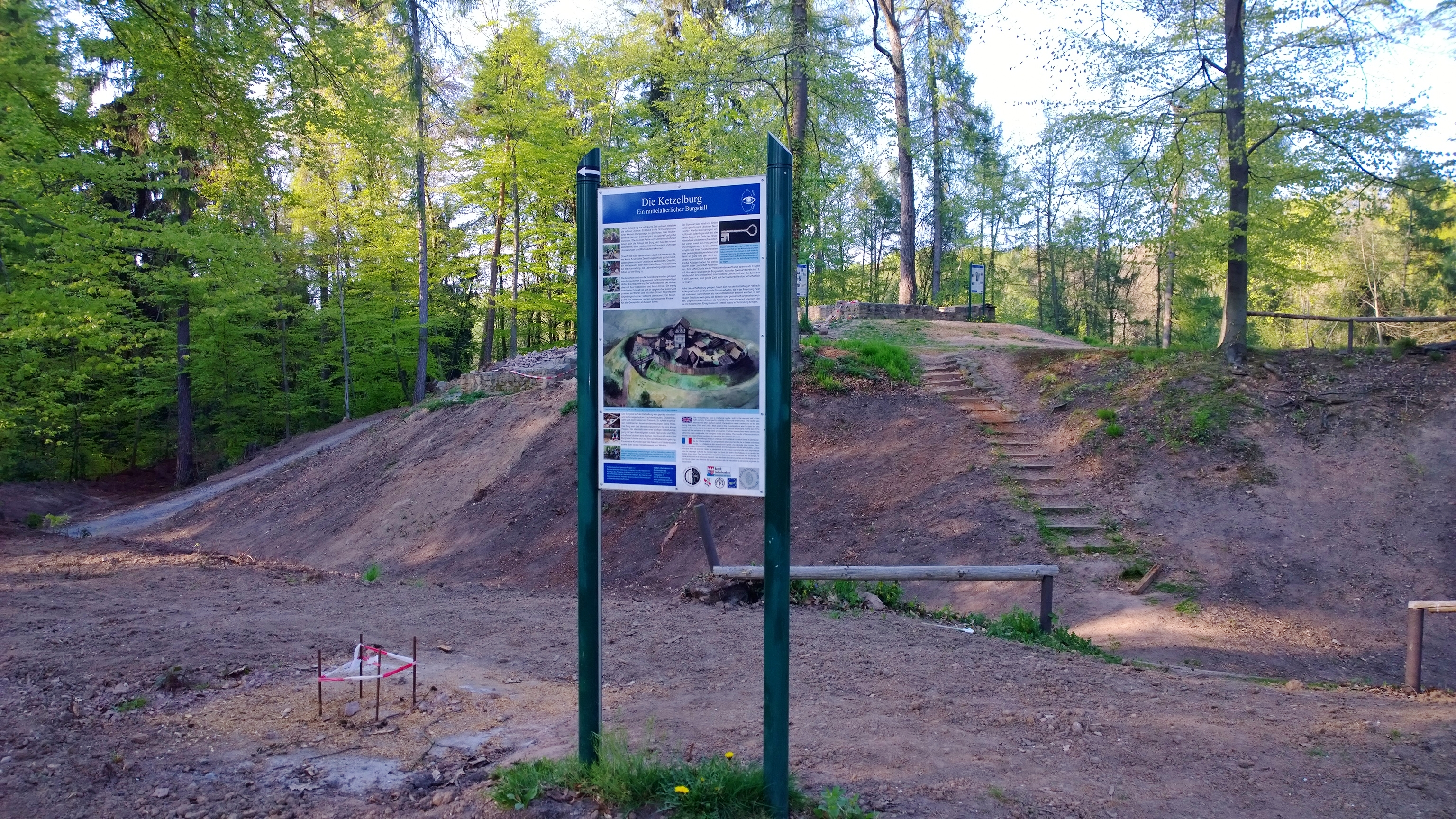
Hügel der Ketzelburg mit heutigem Zugang, tiefem Sohlgraben, Grundmauern von Wohnturm und 2014 ergrabenem Palas

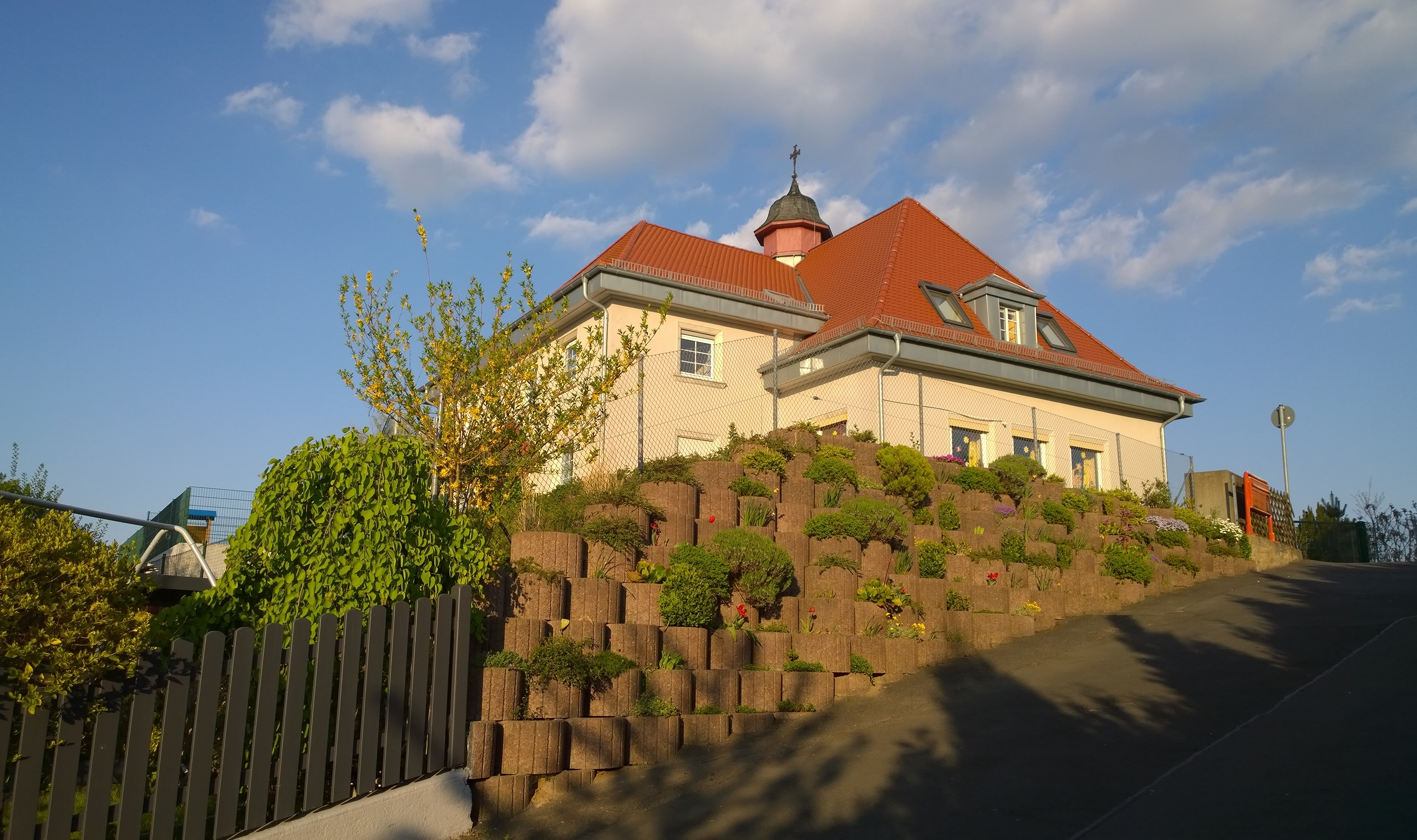
Vermutete Lage des Burgstalles Haibach, einer Höhenburg, überbaut, heute Standort des Burgkindergartens

### Bis zum 18. Jahrhundert
Haibach wurde urkundlich erstmals im Jahre 1187 erwähnt. Damals bestand am Ortsrand ein Ketzelburg genannter Adelssitz, dessen Reste in den Jahren 2004 bis 2006 und nochmals 2014 archäologisch erforscht wurden. Die Anlage wurde in den Grundmauern restauriert. Die neuen Ausgrabungen lassen den Schluss zu, dass hier Eisenherstellung im Rennofen schon gegen Ende des 12. Jahrhunderts im Spessart stattfand.
Die Urform des Ortes Haibach lautete „Haginaha“ (=Grenzbach).
Im Laufe von 500 Jahren wurde über die Ortsnamen Hegebach, Heybach und Haydebach seit 1790 der Ortsname endgültig fortgeschrieben.

### 19. bis 21. Jahrhundert
Zu Zeiten des Großherzogtums Frankfurt lag Haibach auf dem Gebiet der Districtsmairie Schweinheim (der früheren Kurmainzischen Amtsvogtei Schweinheim) im Departement Aschaffenburg und zählte mit dem Dörnhof 101 Feuerstellen und 661 Einwohner (Seelen). Maire, Landzöller und Accisor war Joseph Bahmer. Seine Adjuncte hießen Nepomuk Hock und Johann Großmann. Schullehrer war Johann Stumpf.
Infolge des Pariser Vertrages vom 3. Juni 1814 kam Haibach am 26. Juni 1814 mit der Districtsmairie Schweinheim zum Königreich Bayern und wurde mit Verfügung vom 1. Oktober 1814 dem Verwaltungsgebiet des daraus entstandenen Landgerichtes zweiter Klasse Aschaffenburg zugeteilt.
Am 1. Juli 1862 wurde aus dem Landgericht Aschaffenburg das Bezirksamt Aschaffenburg und 1939 wurde wie überall im Deutschen Reich die Bezeichnung Landkreis eingeführt. Haibach war nun eine der 33 Gemeinden im Altkreis Aschaffenburg. Dieser schloss sich am 1. Juli 1972 mit dem Landkreis Alzenau in Unterfranken zum neuen Landkreis Aschaffenburg zusammen.
Im Jahr 1937 wurde am Steinbruch auf dem Wendelberg ein SS-Heim errichtet, eine Arbeits- und Erholungsstätte des SS-Sturmbanns III/83, die auch der Ausbildung von Schulungsrednern diente. In dem Gebäude befindet sich heute die Gaststätte Wendelberg. Das Anwesen Wendelbergstraße 50 gelangte durch Gebietstausch ins Aschaffenburger Stadtgebiet.
Aus einem ursprünglichen Bauerndorf entwickelte sich Haibach nach dem Zweiten Weltkrieg zu einer Wohngemeinde. Durch Ansiedlung kleiner und mittelständischer Industrie- und Handwerksbetriebe wurde die Gemeinde in ihrer Steuerkraft und Leistungsfähigkeit gestärkt.
Der Bau eines Schulzentrums mit Grund- und Hauptschule im Jahre 1965 und die Einrichtung von drei Kindergärten, dessen Trägerschaft die Katholische Kirchenverwaltung und die Johannisvereine innehaben, sind Meilensteine auf dem Gebiet der expansiven Entwicklung der Gemeinde.
1974 hat die Gemeinde für die Stützpunktfeuerwehr der Freiwilligen Feuerwehr ein neues Feuerwehrhaus gebaut, kurz danach im Jahre 1977 wurde das Sportzentrum mit Kultur- und Sporthalle und Stadion seiner Bestimmung übergeben.
Der Bau eines neuen Wasserhochbehälters auf dem Buchberg und die Errichtung einer Aussegnungshalle im Waldfriedhof im Jahre 1983 sind weitere Voraussetzungen, dass die Gemeinde Haibach ihren Funktionen als Teil des Grundzentrums Haibach/Bessenbach gerecht wird.
Im Mai 1983 wurde das Jugend- und Vereinshaus seiner Bestimmung übergeben.
Am 21. Juni 1987 wurde von der Terrorgruppe Rote Zora ein Brandanschlag auf den in Haibach ansässigen Modemarkt Adler  verübt.
1988/89 wurde an der Sportfeldstraße in unmittelbarer Nähe der Schule die Sporthalle „Am Hohen Kreuz“ erstellt.
Am 3. Mai 2001 wurde im Gemeindeteil Dörrmorsbach das neu erstellte Bürgerhaus eingeweiht.
Das Wahrzeichen der Gemeinde sind die drei Kreuze am Spielplatz Bessenbacher Weg. Sie erinnern an die Sage des Ritters Heydebach und seiner Geliebten.

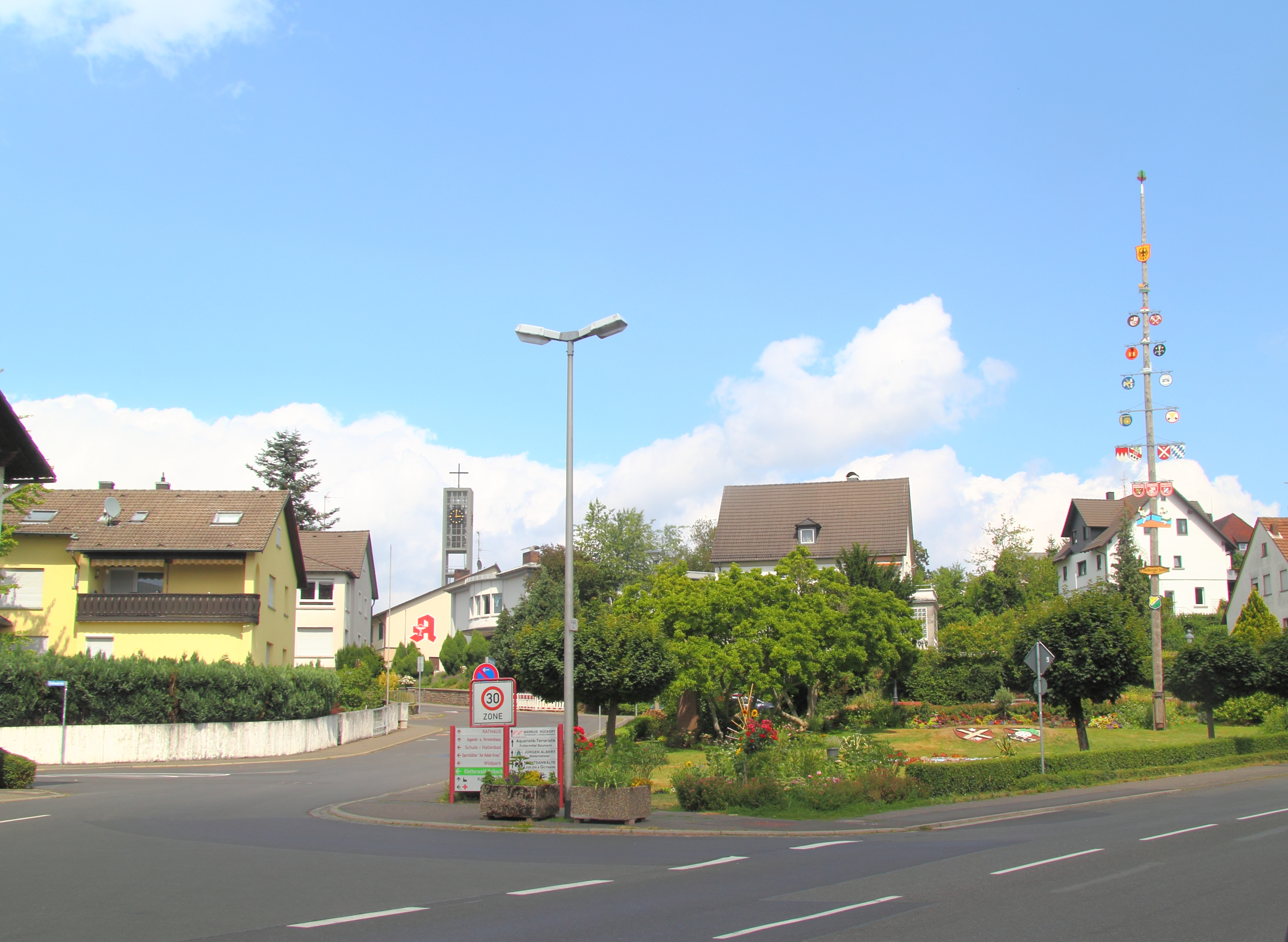
Platz an der Durchgangsstraße (Staatsstraße 2312)
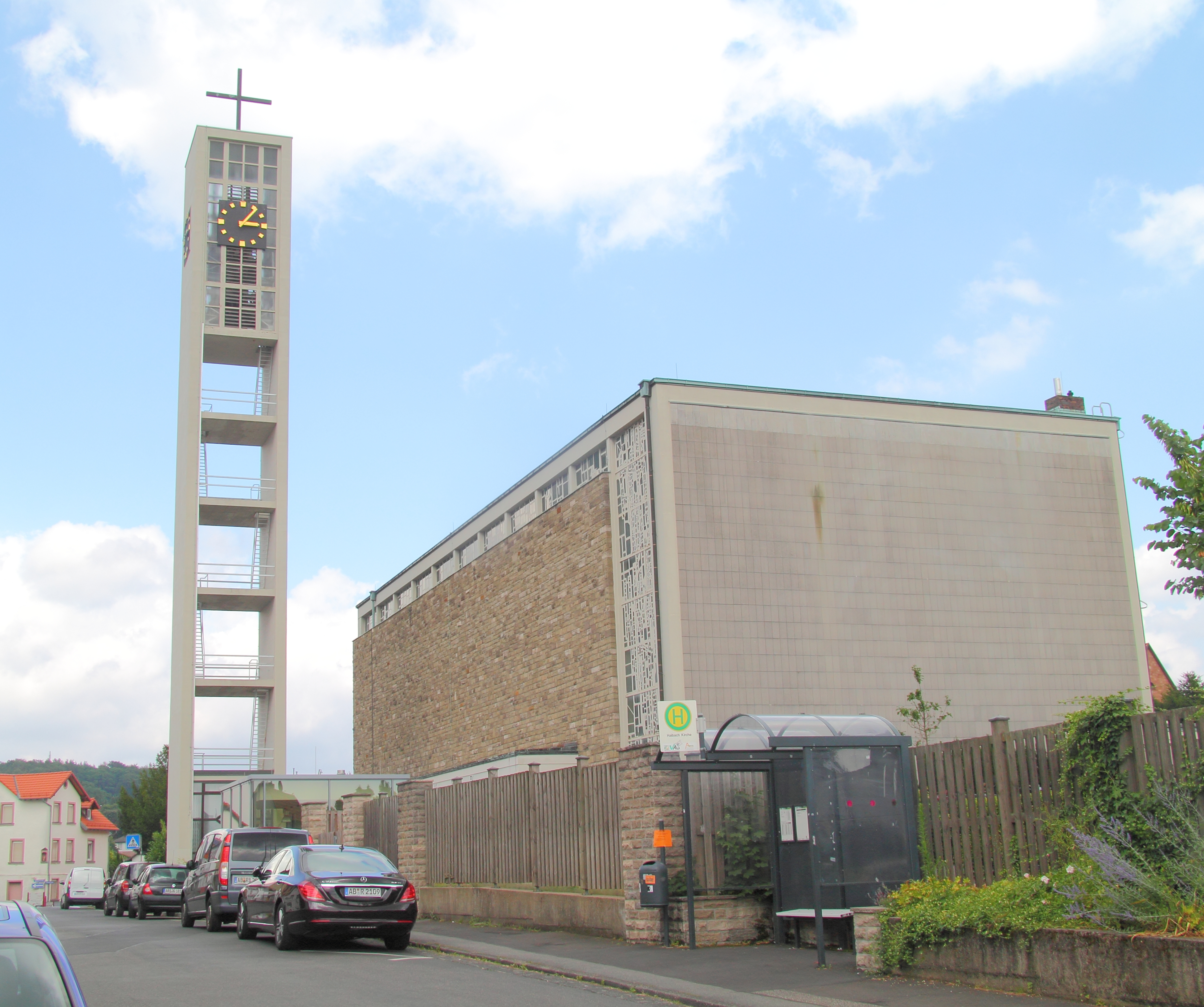
Katholische Pfarrkirche „St. Nikolaus von der Flüe“ in der Ortsmitte
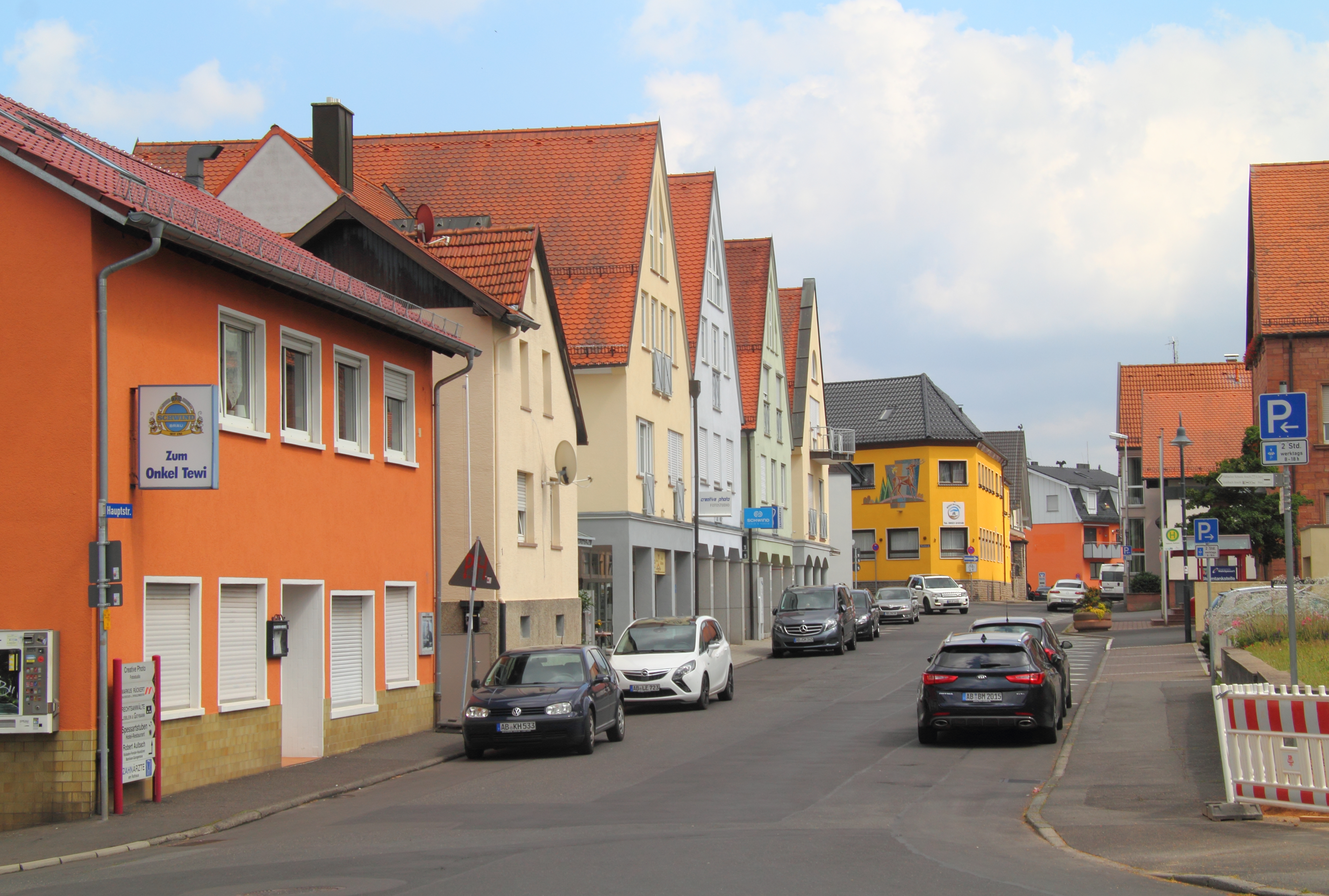
Hauptstraße von Haibach

### Eingemeindungen
Am 1. Juli 1972 wurde die Gemeinde Grünmorsbach eingegliedert. Dörrmorsbach kam am 1. Januar 1978 hinzu.

### Einwohnerentwicklung
Im Zeitraum 1988 bis 2018 stieg die Einwohnerzahl von 7796 auf 8487 um 691 Einwohner bzw. um 8,9 %. 2004 hatte die Gemeinde 8556 Einwohner.
Quelle: BayLfStat

## Politik
(Quelle: )

### Gemeinderat
Der Gemeinderat von Haibach setzt sich zusammen aus 20 Gemeinderatsmitgliedern und dem Ersten Bürgermeister und werden für sechs Jahre gewählt.
Ab dem 1. Mai 2020 stellten vier Gruppierungen entsprechend dem Wahlergebnis vom 15. März 2020 die Gemeinderatsmitglieder. Im Januar 2023 verließen eine Gemeinderätin und zwei Gemeinderäte der CSU ihre Fraktion und bilden seitdem die neue Fraktion MfH (Miteinander für Haibach).
|      | CSU | SPD | FWG | AfD | MfH | Gesamt   |
| 2023 | 6   | 6   | 4   | 1   | 3   | 20 Sitze |

### Bürgermeister
Erster Bürgermeister ist Andreas Zenglein (CSU). Dieser gewann 2006 gegen seine Vorgängerin Heidrun Schmitt (SPD). Zenglein wurde zuletzt am 15. März 2020 mit 52,1 % der Stimmen wieder gewählt. 2. Bürgermeister ist Ingo Adams (FWG).

### Raumordnung
Haibach ist unter den Zielen des Regionalplans der Region 1 Bayerischer Untermain in Karte 1 „Raumstruktur“ als Grundzentrum enthalten und dort gemeinsam mit Bessenbach als nach dem Landesentwicklungsprogramm Bayern 2018 zu erzielender zentraler Mehrfachort gekennzeichnet.

### Wappen
| Wappen von Haibach | Blasonierung: „In Silber ein roter Schrägwellenbalken, überdeckt mit einem sechsspeichigen silbernen Rad; begleitet oben von einem grünen Eichenreis mit zwei Blättern und einer Eichel, unten von drei dem Schrägwellenbalken folgenden schwebenden schwarzen Kreuzen.“ |
| Wappen von Haibach | Wappenbegründung: Im Wappen, das seit 1966 geführt wird, symbolisiert der Wellenbalken den Ortsnamensteil -bach (der Haibach). Das Eichenreis weist auf die Lage des Ortes im westlichen Spessart hin, wo ein noch sehr umfangreicher Eichenbestand besteht. Das sechsspeichige „Mainzer Rad“ wurde dem Wappen des Erzstifts und Kurfürstentums Mainz entnommen, zu dessen Hoheitsgebiet Haibach über Jahrhunderte gehörte. Der Ursprung und die Bedeutung der am Bessenbacher Weg in Haibach stehenden drei Kreuze sind nicht mehr bekannt. Sie sind ein örtlich sagenumwobenes Wahrzeichen der Gemeinde. |

### Gemeindepartnerschaften
- Frankreich: Partnerstadt ist Marck bei Calais.[13]

## Kultur und Sehenswürdigkeiten

### Sport
Die Fußballabteilung des SV Alemannia Haibach spielt in der Saison 2019/20 in der Landesliga Bayern Nordwest.

### Kirchengebäude
Katholische Kirchen:
- St. Nikolaus von der Flüe, Haibach
- St. Johannes der Täufer, Grünmorsbach
- St. Margareta und St. Johannes, Grünmorsbach (alte Kirche unter Denkmalschutz)
- St. Laurentius, Dörrmorsbach

Evangelische Kirche:
- Paul-Gerhardt-Kirche

## Wirtschaft und Infrastruktur

### Wirtschaft
In Haibach befinden sich unter anderem die Zentrale der Adler-Modemarktkette und der Deutschland-Sitz der Rovi Corporation sowie die Europa-Zentrale der Renzi AG.

### Verkehr
- Haibach liegt an der Staatsstraße 2312 zwischen Aschaffenburg (ca. 1 km entfernt) und Würzburg (ca. 70 km entfernt)
- Buslinie nach Aschaffenburg, Linie 5 (nach Dörrmorsbach), 16, 40, 41, 43, 47 (Wochenendverkehr Hochspessart)
- Autobahn A 3, zwischen Frankfurt (ca. 45 km entfernt) und Würzburg (ca. 75 km entfernt)

### Freizeitmöglichkeiten
- Haibacher Wildpark
- Haibacher Schweiz mit großem Kinderspielplatz
- Seit Anfang 2009 gibt es in Haibach einen öffentlichen Kletterwald
- 2009 wurde das frisch renovierte Schwimmbad wieder eröffnet

### Bildung
- Grund- und Mittelschule Haibach (Mittelschule)
- Grundschule Haibach – Außenstelle Grünmorsbach

## Persönlichkeiten
In Haibach geboren
- Bruno Karl Meyer (1949–2014), Physiker, Hochschullehrer und Institutsdirektor

Mit Bezug zu Haibach
- Willi Reiland (1933–2015), Politiker, Oberbürgermeister Aschaffenburg, starb in Haibach
- Erich Kolb (* 1938), Handballspieler, war Trainer in Haibach
- Martin Ebner (* 1956), katholischer Theologe und Hochschullehrer, war Kaplan in Haibach
- Markus Schäfer (* 1963), Fußballspieler, war Spieler und Trainer in Haibach
- Slobodan Komljenović (* 1971), Fußballspieler, war Trainer in Haibach
- Olga Pfeifer (verheiratete Steigerwald, * 1973), Basketballspielerin, war Trainerin in Haibach
- Peter Sprung (* 1979), Fußballspieler,  war Spieler in Haibach
- Eva Brockmann (* 1999), Winzerin, 75. Deutsche Weinkönigin

## Verschiedenes
Die Einwohner Haibachs werden Haibacher Wellenkipper gehänselt. Wellen heißen hier Bündel von Brennholzzweigen. Eine große Welle ist 31⁄2 Schuh lang und dick. Eine kleine Welle ist 11⁄2 Schuh lang und 3 Schuh dick. Kippen bedeutet Durchhacken eines über die Kante des Hackklotzes gekippten Zweiges mit dem Handbeil.
Der Hawicher, ein nicht mehr bekannter Volkstanz soll sich zuletzt noch in Weibersbrunn erhalten haben. Die ursprüngliche Melodie kannte zuletzt nur noch der Musiker Adam Büttner zu Schweinheim in Unterfranken.